# Segunda División de México 2011-12
La Temporada 2011-12 de la Segunda División fue la LXII temporada de torneos de la Segunda División de México. Fue divida en dos torneos cortos, el Torneo Apertura 2011 y el Torneo Clausura 2012.
La Segunda División de México se divide en dos liga: la Liga Premier de Ascenso y la Liga de Nuevos Talentos. Cada liga jugó las ediciones de Apertura y Clausura por separado.

## Temporada 2011-12 Liga Premier de Ascenso
La Temporada 2011-12 se dividió en dos torneos cortos: Apertura y Clausura. En las dos ediciones el campeón fue el conjunto de Titanes de Tulancingo, mientras que el subcampeón lo obtuvo, de nuevo repitiendo posición en ambas competencias el conjunto de Tecamachalco.
El conjunto de Tulancingo fue el club que ganó el título de Campeón de la temporada, sin embargo no pudo ascender a la Liga de Ascenso por no cumplir los requerimientos de infraestructura establecidos por el cuaderno de cargos de la liga, por lo cual cedió su pase a Tecamachalco, subcampeón de la categoría, equipo que tampoco pudo acceder a la división superior por los mismos motivos, finalmente se incorporaría en el Apertura 2013 tras cambiar su nombre y sede para pasar a denominarse Alebrijes de Oaxaca.
En esta temporada hubo un cambio de formato en la competencia, los 30 equipos participantes pasaron a dividirse en dos grupos de 15 clubes, de esta forma cada club jugó durante 14 jornadas en lugar de las 10 o 12 que se realizaron en formatos previos.

### Equipos participantes

#### Grupo 1
| Equipo                                     | Ciudad                       |
| ------------------------------------------ | ---------------------------- |
| Águilas Reales de Zacatecas                | Zacatecas, Zacatecas         |
| Bravos de Nuevo Laredo                     | Nuevo Laredo, Tamaulipas     |
| Cachorros de la Universidad de Guadalajara | Zapopan, Jalisco             |
| Chivas Rayadas                             | Zapopan, Jalisco             |
| Club Deportivo de Los Altos                | Yahualica, Jalisco           |
| Deportivo Guamúchil                        | Guamúchil, Sinaloa           |
| Deportivo Tepic                            | Tepic, Nayarit               |
| FC Excélsior                               | Salinas Victoria, Nuevo León |
| Loros de la Universidad de Colima          | Colima, Colima               |
| Real Saltillo Soccer                       | Saltillo, Coahuila           |
| Tampico Madero                             | Tampico Madero, Tamaulipas   |
| Universidad Autónoma de Chihuahua          | Chihuahua, Chihuahua         |
| Correcaminos de la UAT B                   | Ciudad Victoria, Tamaulipas  |
| Unión de Curtidores                        | León, Guanajuato             |
| Vaqueros de Ixtlán                         | Tonalá, Jalisco              |

#### Grupo 2
| Equipo                                    | Ciudad                                  |
| ----------------------------------------- | --------------------------------------- |
| Ballenas Galeana Morelos                  | Xochitepec, Morelos                     |
| Cruz Azul Jasso                           | Ciudad Cooperativa Cruz Azul, Hidalgo   |
| Cuautitlán                                | Cuautitlán, Estado de México            |
| Guerreros de Acapulco                     | Acapulco, Guerrero                      |
| Inter Playa del Carmen                    | Playa del Carmen, Quintana Roo          |
| CD Lozaro                                 | Oaxtepec, Morelos                       |
| Ocelotes de la UNACH                      | Tapachula, Chiapas                      |
| Orizaba                                   | Orizaba, Veracruz                       |
| Patriotas de Córdoba                      | Córdoba, Veracruz                       |
| Querétaro FC B                            | Santiago de Querétaro, Querétaro        |
| San Miguel FC Caudillos                   | San Miguel de Allende, Guanajuato       |
| Tecamachalco                              | Ciudad Nezahualcóyotl, Estado de México |
| Tiburones Rojos B                         | Boca del Río, Veracruz                  |
| Titanes de Tulancingo                     | Tulancingo, Hidalgo                     |
| Universidad Autónoma del Estado de México | Toluca, Estado de México                |

### Torneo Apertura 2011 Liga Premier de Ascenso
El Torneo Apertura 2011 de la Liga Premier de Ascenso fue el 29º torneo corto que abrió la temporada LXII de la Segunda División.
Los equipos de Titanes de Tulancingo y Tecamachalco jugaron la final del Torneo Apertura 2011.
El partido de ida se disputó el 15 de diciembre en el Estadio Universidad Tecnológica de Nezahualcóyotl con empate a un gol, mientras que el partido de vuelta se jugó el 18 de diciembre en el Estadio Primero de Mayo de Tulancingo, en donde el equipo local se convirtió en campeón tras ganar por 2-0.
El marcador global benefició al equipo de los Titanes por 3-1, por lo que se coronó como campeón del torneo y ganó el derecho a disputar la Final de Ascenso 2011-12.

### Torneo Clausura 2012 Liga Premier de Ascenso
El Torneo Clausura 2012 de la Liga Premier de Ascenso fue el 30.º torneo corto que cerró la temporada LXII de la Segunda División.
Al igual que en el torneo anterior, los equipos Titanes de Tulancingo y Tecamachalco jugaron la final del Torneo Clausura 2012.
El juego de ida se celebró el 16 de mayo en Ciudad Nezahualcóyotl, con victoria del conjunto de Tulancingo por 0-2, por otra parte, la vuelta se disputó el 20 de mayo en el Estadio Primero de Mayo de la ciudad hidalguense, donde el cuadro de los Titanes volvió a derrotar a Tecamachalco por el mismo marcador de 2-0.
Titanes de Tulancingo se proclamó campeón al ganar por global de 4-0, de esta forma el equipo conquistó el título del campeonato de la temporada 2011-12, sin embargo no pudo acceder a la Liga de Ascenso por no cumplir con los requerimientos básicos de la liga.

## Temporada 2011-12 Liga de Nuevos Talentos
La Temporada 2011-12  se dividió en dos torneos: Apertura y Clausura. El campeón del Torneo Apertura 2011 fue el equipo de Estudiantes Tecos B, mientras que el Clausura 2012 fue ganado por Académicos de Atlas. Ambos equipos jugaron una serie final para determinar al campeón de la temporada y al conjunto ganador del pase a la Liga Premier de Ascenso.
Finalmente el conjunto de Académicos derrotó a Estudiantes Tecos en la final, el ganador se proclamó ganador del Trofeo Campeón de Campeones debido a que ambos conjuntos son filiales y no tienen derecho al ascenso.
En un principio, la temporada constó de 30 equipos, repartidos en dos grupos de 15 integrantes. Sin embargo, para el Clausura 2012, dejaron de competir los conjuntos de Orinegros de Ciudad Madero e Indios de Ciudad Juárez "B",  por lo que la cifra de participantes se redujo a 28, 15 en el Grupo 1 y 13 en el Grupo 2.

### Equipos participantes

#### Grupo 1
| Equipo                          | Ciudad                           |
| ------------------------------- | -------------------------------- |
| Álamos FC                       | Nezahualcóyotl, Estado de México |
| Alto Rendimiento Tuzo           | San Agustín Tlaxiaca, Hidalgo    |
| América Coapa                   | Ciudad de México                 |
| Atlético Tapatío                | Chalco, Estado de México         |
| Cañoneros de Campeche           | Campeche, Campeche               |
| Centro Universitario del Fútbol | San Agustín Tlaxiaca, Hidalgo    |
| Club Astros                     | Ciudad de México                 |
| Cuautla                         | Cuautla, Morelos                 |
| FC Bavaria Tultitlán            | Tultitlán, Estado de México      |
| Lobos Prepa                     | Puebla, Puebla                   |
| Pumas Naucalpan                 | Ciudad de México                 |
| Reyes de Texcoco                | Texcoco, Estado de México        |
| Tecamachalco Sur                | Huixquilucan, Estado de México   |
| Universidad Autónoma de Hidalgo | Pachuca, Hidalgo                 |
| Zacatepec 1948                  | Zacatepec, Morelos               |

#### Grupo 2
| Equipo                            | Ciudad                         |
| --------------------------------- | ------------------------------ |
| Alfareros de Tonalá               | Tonalá, Jalisco                |
| Atlas "B"                         | Zapopan, Jalisco               |
| Cachorros León                    | León, Guanajuato               |
| Cachorros de la UANL              | Zuazua, Nuevo León             |
| CD Oro                            | Guadalajara, Jalisco           |
| Colegio Once México               | Zapopan, Jalisco               |
| Durango                           | Durango, Durango               |
| Estudiantes Tecos "B"             | Zapopan, Jalisco               |
| Indios "B"                        | Ciudad Juárez, Chihuahua       |
| Irapuato                          | Irapuato, Guanajuato           |
| Necaxa "B"                        | Aguascalientes, Aguascalientes |
| Orinegros de Ciudad Madero        | Ciudad Madero, Tamaulipas      |
| Reboceros de La Piedad            | Guanajuato, Guanajuato         |
| Topos de Reynosa                  | Reynosa, Tamaulipas            |
| Universidad Autónoma de Zacatecas | Zacatecas, Zacatecas           |

### Torneo Apertura 2011 Liga de Nuevos Talentos
El Torneo Apertura 2011 de la Liga de Nuevos Talentos fue el 29º torneo corto que abrió la temporada LXII de la Segunda División.
La filial de Estudiantes Tecos se proclamó campeona del torneo tras derrotar a América Coapa en la final del torneo. La final se llevó a cabo en dos encuentros, en el partido de ida, celebrado en la Ciudad de México el 14 de diciembre, el conjunto de los Tecolotes se impuso a la filial americanista por 0-2; mientras que en la vuelta, que se disputó el 17 de diciembre en el Estadio Tres de Marzo de Zapopan, el equipo de la Autónoma de Guadalajara tuvo una victoria de 2-1.
De esta forma los Estudiantes Tecos se proclamaron campeones del Torneo Apertura 2011 por global de 4-1.

### Torneo Clausura 2012 Liga de Nuevos Talentos
El Torneo Clausura 2012 de la Liga de Nuevos Talentos fue el 30.º torneo corto que cerró la temporada LXII de la Segunda División.
El conjunto de Académicos de Atlas fue el ganador del campeonato tras ganar en la final a Pumas Naucalpan. La final fue celebrada en una serie de dos encuentros, el primero, se jugó en las Instalaciones de La Cantera pertenecientes a Pumas de la UNAM el 16 de mayo con un empate de 2-2; mientras que el partido de vuelta, celebrado el 19 de mayo en el Estadio Jalisco resultó en la victoria de Académicos por 4-1.
Académicos se proclamó campeón del Torneo Clausura 2012 por marcador global de 6-3.

## Campeón de Campeones de la Liga de Nuevos Talentos
El partido que tradicionalmente enfrenta a los dos clubes campeones por la búsqueda del boleto a la Liga Premier de Ascenso sufrió una modificación en esta temporada debido a que los dos equipos contendientes son filiales de clubes profesionales que no cuentan con derecho al Ascenso. Por ello el partido pasó a denominarse como Trofeo Campeón de Campeones y enfrentó a los equipos de Estudiantes Tecos, campeón del Apertura 2011, y Académicos de Atlas, ganador del Clausura 2012.
| 23 de mayo de 2012 | Académicos de Atlas | 2:2 | Estudiantes Tecos | Club Atlas Colomos, Zapopan |  |

|                                                                             | Estudiantes Tecos | 0:2        | Académicos de Atlas fecha = 27 de mayo de 2012 | Estadio Tres de Marzo, Zapopan |  |
|                                                                             |                   | [ Reporte] |                                                |                                |  |
| Académicos de Atlas campeón de la Temporada 2011-12 Liga de Nuevos Talentos |                   |            |                                                |                                |  |

## Final por el Ascenso a la Liga de Ascenso
En esta temporada no se celebró el partido por un boleto a la Liga de Ascenso debido a que el conjunto de Titanes de Tulancingo fue el ganador de los dos torneos que componen el ciclo futbolístico de la categoría: Apertura 2011 y Clausura 2012. Sin embargo, pese a tener el título oficial de Campeón de Ascenso, el conjunto ganador no pudo promocionar debido a no cumplir con los requisitos establecidos por la liga para los equipos participantes.
| Campeón de Ascenso 2011-12 |
| -------------------------- |
|                            |
| Titanes                    |
| 1° Título                  |